# Medagliere dei IV Giochi olimpici giovanili invernali
Il medagliere dei IV Giochi olimpici giovanili invernali è una lista che riporta il numero di medaglie ottenute dai comitati olimpici nazionali presenti ai IV Giochi olimpici giovanili invernali, che si sono svolti a Gangwon dal 19 gennaio al 1º febbraio 2024. Un totale di 1 803 atleti, provenienti da 72 paesi, ha partecipato a 81 eventi sportivi relativi a quindici discipline.
Durante l'edizione hanno conquistato la prima medaglia per il proprio paese lo snowboarder brasiliano Zion Bethônico, con l'argento nella gara di snowboard cross, il bobbista tunisino Jonathan Lourimi e la bobbista tailandese Agnese Campeol, entrambi secondi nelle rispettive gare di monobob.
La Turchia, con l'argento del pattinatore di short track Muhammed Bozdağ nei 1000 metri e la con la bobbista danese Maja Voigt nel monobob, hanno conquistato rispettivamente la prima medaglia ed il primo oro al di fuori di gare a nazionalità mista
Per la prima volta nella storia dei Giochi olimpici giovanili l'Italia si è posizionata prima nel medagliere, avendo ottenuto undici ori, tre argenti e quattro bronzi per un totale di diciotto medaglie.
La Corea del Sud, paese ospitante, si è classificata terza con sette ori, sei argenti e quattro bronzi.

## Medagliere
Paese ospitante
| Pos.   | Paese         | Oro | Argento | Bronzo | Totale |
| ------ | ------------- | --- | ------- | ------ | ------ |
| 1      | Italia        | 11  | 3       | 4      | 18     |
| 2      | Germania      | 9   | 5       | 6      | 20     |
| 3      | Corea del Sud | 7   | 6       | 4      | 17     |
| 4      | Francia       | 7   | 5       | 6      | 18     |
| 5      | Cina          | 6   | 9       | 3      | 18     |
| 6      | Stati Uniti   | 5   | 11      | 5      | 21     |
| 7      | Austria       | 5   | 6       | 5      | 16     |
| 8      | Svezia        | 4   | 4       | 3      | 11     |
| 9      | Gran Bretagna | 4   | 1       | 1      | 6      |
| 10     | Giappone      | 3   | 4       | 8      | 15     |
| 11     | Canada        | 3   | 2       | 1      | 6      |
| 12     | Paesi Bassi   | 3   | 1       | 1      | 5      |
| 13     | Finlandia     | 3   | 0       | 4      | 7      |
| 14     | Lettonia      | 2   | 3       | 1      | 6      |
| 14     | Slovenia      | 2   | 3       | 1      | 6      |
| 16     | Danimarca     | 1   | 3       | 0      | 4      |
| 17     | Nuova Zelanda | 1   | 2       | 4      | 7      |
| 18     | Svizzera      | 1   | 1       | 7      | 9      |
| 19     | Rep. Ceca     | 1   | 1       | 2      | 4      |
| 20     | Kazakistan    | 1   | 0       | 2      | 3      |
| 20     | Polonia       | 1   | 0       | 2      | 3      |
| 22     | Ungheria      | 1   | 0       | 1      | 2      |
| 23     | Norvegia      | 0   | 4       | 3      | 7      |
| 24     | Australia     | 0   | 2       | 1      | 3      |
| 25     | Slovacchia    | 0   | 1       | 2      | 3      |
| 26     | Ucraina       | 0   | 1       | 1      | 2      |
| 27     | Thailandia    | 0   | 1       | 0      | 1      |
| 27     | Tunisia       | 0   | 1       | 0      | 1      |
| 27     | Turchia       | 0   | 1       | 0      | 1      |
| 30     | Brasile       | 0   | 0       | 1      | 1      |
| 30     | Romania       | 0   | 0       | 1      | 1      |
| 30     | Spagna        | 0   | 0       | 1      | 1      |
| Totale | Totale        | 81  | 81      | 81     | 243    |